# Johann von Mutterstadt
Johann von Mutterstadt eigentlicher Name Johann Seffried (* um 1400 in Mutterstadt, Pfalz; † 16. April 1472 in Speyer) war ein katholischer Priester, Domvikar und kaiserlicher Notar in Speyer; sowie ein früher Geschichtsschreiber des Bistums Speyer.

## Leben und Wirken
Johann von Mutterstadt stammte aus dem pfälzischen Mutterstadt, nahe Speyer und hieß eigentlich Johann Seffried. Sein Vater Nikolaus Seffried amtierte dort als Schultheiß, die Mutter Anna Maria, war eine geborene Kirsch. Johann Seffried benannte sich der Sitte seiner Zeit folgend, nach dem Herkunftsort Johann von Mutterstadt. Unter diesem Namen ist er auch in die Lokalgeschichte eingegangen.
Ab 1426 ist sein Wirken als Priester und Domvikar in Speyer belegt, wo er an der Kathedrale den St.-Gregorius-Altar betreute. 1431 wird er in einer Urkunde auch als kaiserlicher Notar bezeichnet. Am 5. Mai 1451 wurde er an der Universität Heidelberg, am 31. Mai 1455 an der Universität Köln immatrikuliert. Der Geistliche besaß noch eine zweite Pfründe am St.-Peters-Altar in der Krypta des Speyerer Domes. Am Domstift dotierte er Jahrgedächtnisse für sich selbst, seine Eltern und seine Haushälterin Anna Graselnbach.
Bischof Matthias von Rammung (1417–1478) schätzte den Kleriker und übertrug ihm die Aufgabe, ein Geschichtswerk über das Bistum und die Bischöfe zu verfassen. Dieses Werk hieß Chronicon Spirense und schließt mit dem Beginn des Jahres 1468. Es ist in Abschriften erhalten, geriet aber in Vergessenheit. Erst der Historiker Johann Georg von Eckhart (1664–1730) brachte es 1724, in seinem Werk Corpus historicum medii aevi wieder heraus. 1742 veröffentlichte es auch Professor Heinrich Christian von Senckenberg (1704–1768) im Band 6 seiner Selecta iuris et historiarum.
Die Chronik blieb bis in die Gegenwart ein bedeutendes historisches Quellenwerk, zumal sie auch viele verloren gegangene Grabinschriften überliefert. Chronologisch und sachlich irrt sie öfter, besonders in den frühen Abschnitten, wo sich der Verfasser selbst älterer Aufzeichnungen bedienen musste.
Johann von Mutterstadt wird in vielen historisch-heimatkundlichen Werken genannt u. a. 1786 in Johann Goswin Widders frühem Standardwerk „Versuch einer vollständigen geographisch-historischen Beschreibung der Kurfürstlichen Pfalz am Rheine“, Band 2, Seite 376.
Franz Xaver Remling widmet Johann von Mutterstadt in seiner Geschichte der Bischöfe zu Speyer, Band 1, Seiten 6 und 7 ein eigenes biografisches Kapitel.
Im Geburtsort Mutterstadt ist die Johannes-Sefrit-Straße nach dem Priesterhistoriker benannt.
Sein gleichnamiger Neffe Johannes Mutterstadt Junior starb 1492 in Speyer und war ebenfalls Kleriker am Domstift.